# Bermo (département)
Bermo est un département du Niger situé dans la région de Maradi.

## Géographie

### Situation
Le département s'étend au nord de la région de Maradi, il est limitrophe de 3 régions nigeriennes au nord à l'est et à l'ouest.
|        | Tchirozérine |          |
| Abalak | Bermo        | Belbédji |
|        | Dakoro       |          |

### Administration
Bermo est un département de 6 499 km2 de la région de Maradi dont le chef-lieu est la ville homonyme de Bermo.
Son territoire se décompose en deux communes :
- Bermo
- Gadabédji

Le département compte en outre aucun canton, 4 groupements, 36 villages et 379 tribus.

## Histoire
Le département est créé en 2011 par démembrement du département de Dakoro.

## Population
La population est estimée à 66 983 habitants en 2019.